# フランソワ・デュコー＝ブルジェ
モンシニョール・フランソワ・デュコー＝ブルジェ（François Ducaud-Bourget, 1897年11月24日 - 1984年6月12日）は、著名なカトリック聖伝主義のフランス人司祭であり高位聖職者、また聖ピオ十世会創設者のマルセル・ルフェーブル大司教の親しい協力者でもあった人物である。

## 生涯・人物

### フランスのレジスタンス運動
フランソワ・デュコー＝ブルジェはボルドーで生まれた。第二次世界大戦中、彼は司祭としてフランスのレジスタンス運動に参加し、ユダヤ人がスペインに逃げるのを手助けし、その功績によりシャルル・ド・ゴール政権から勲章を授与された。
彼は1946年にマルタ騎士団のチャプレンに任命され、教皇ピオ12世の時代には高位聖職者に任命された（公的文書は不明であるものの、後にこの称号は剥奪されたと思われる）。

### 第2バチカン公会議を受けて
第2バチカン公会議に伴うローマ・ミサ典礼の改訂を拒否し、以前は病院であったパリの Hôpital Laënnec のチャペルにてラテン語のトリエント・ミサの執行を組織した。1971年に彼が当該チャペルから追放されたとき、当時のパリ大司教 François Marty 枢機卿からトリエント・ミサのみが執行される別の場所を得ようと努めたが、無駄に終わった。これに伴い、1977年2月27日にサン・ニコラ・ドゥ・シャルドネ教会の乗っ取りを組織し、当該教会の主任司祭を追放した。
1984年にサン＝クルーにて86歳で死去し、サン・ニコラ・ドゥ・シャルドネ教会に埋葬された。墓の上には彼の胸像が置かれている。彼の後任としてフィリップ・ラゲリ神父がシャルドネ教会の責任者となった。フィリップ・ラゲリ神父は、後に「善き牧者会」(英: Institute of the Good Shepherd) を設立した。

### ポップカルチャー
ジャン・ドロードは、著書 Le Cercle d'Ulysse の中で、シオン修道院の "Nautonnier"（グランドマスター）として、ジャン・コクトーの後継者としてデュコー＝ブルジェを紹介している。

## 参照
1. ↑  “Mgr François Ducaud-Bourget”. La Porte Latine.   聖ピオ十世会フランス管区. 2023年7月5日閲覧。
2. ↑  “Mgr François Ducaud-Bourget”. La Porte Latine.   聖ピオ十世会フランス管区. 2023年7月5日閲覧。
3. ↑  Ducaud-Bourget resigned his title of Chaplain in 1976, according to H. J. A. Sire, The Knights of Malta, pg. 277 (Yale University Press, 1994); ISBN 978-0-300-05502-3
4. ↑  “Mgr François Ducaud-Bourget”. La Porte Latine.   聖ピオ十世会フランス管区. 2023年7月5日閲覧。
5. ↑  ジャック・プレヴォタ 著、斎藤かぐみ 訳『アクシオン・フランセーズ　フランスの右翼同盟の足跡』白水社〈文庫クセジュ〉、2009年、135頁。
6. ↑  “Les 30 ans d'occupation de Saint Nicolas-du-Chardonnet”. Le Nouvel observateur. (2007年2月27日).  オリジナルの2007年4月4日時点におけるアーカイブ。 2023年7月5日閲覧。